# ليلة البيبي دول (فلم)
ليلة البيبي دول فيلم دراما مصري من إنتاج سنة 2008. من إخراج عادل أديب، وتأليف عبد الحي أديب، ومن إنتاج شركة جود نيوز فور فيلمز، ومن بطولة محمود عبد العزيز، ونور الشريف، ومحمود حميدة، وليلى علوي، وجمال سليمان، وسلاف فواخرجي. وقد تم عرض الفيلم في مهرجان كان السينمائي عام 2008. ويعتبر الفيلم من أكثر الأفلام المصرية تكلفة حيث تخطت ميزانية الفيلم الأربعين مليون جنيه مصري.

## قصة الفيلم
حسام العشري أصيب في الحرب إصابة حرمته من الإنجاب، فإستغل العمل في مكتب خاله عزمي الدمنهورى السياحي، وسافر إلى أمريكا للعمل والعلاج وبعد عدة سنوات تم شفاءه، فإستغل وجوده مع الوفد السياحي المسافر إلى مصر ليلة رأس السنة لحضور مؤتمر جمعية الصداقة والسلام برئاسة اليهودية سارة إبرهام وحمل معه بيبي دول هدية لزوجته سميحه الدكتوره بأكاديمية الموسيقى، والتي تعزف في أحد الفرق الموسيقية.
ترك حسام الفوج السياحي لمساعدة عصام وذهب لمقابلة زوجته على عجل لأن أمامه ليلة واحدة للإنجاب، واكتشف ان سميحه تنازلت عن شقتها واشتركت مع زميلة لها في شقة مشتركة، واصبحت مشكلته البحث عن مكان ترتدى فيه سميحه البيبى دول، خصوصًا وجميع الفنادق كامل العدد، وإلتقي في طريقه بسائق التاكسي شكري زميله في الجامعة، والذي كان زعيماً للثوار وله جولات مع أمن الدولة وأعتقل عدة مرات، وانتهى به المطاف سائق تاكسي، كان منذ قليل يقل عوضين الأسيوطي بطل الحرب السابق، والإرهابي المطلوب حاليًا، بعد ان قبض عليه في العراق وتم تعذيبه في سجن أبو غريب وانتهكت رجولته فقرر الأنتقام بتفجير أحد السفن التي تحمل أمريكان فلما فشل أتى لمصر لتفجير الفندق الذي ينزل فيه الوفد الأمريكي، خصوصًا بعد حضور بيتر قائد معتقل أبو غريب، وبسبب وجود لواء الأمن محسن نزل عوضين من التاكسي ليركب مكانه حسام، بينما ركب عوضين مع سائق التاكسى زغلول الذي يبحث عن عوضين ليحل مشاكله بالمكافأة، فقد استشهد شقيق زغلول على ايدى اليهود في رفح، وهو الذي كان يعمل قبل التجنيد في إطعام حيوانات السيرك وكان يقتسم معهم طعامهم من لحم الحمير. والمشكلة الآن ان ريموت الكنترول الخاص بتفجير القنبلة موجود بالتاكسي مع شكرى، ويسعى وراءه عوضين، بينما سعى بيتر وسارة الآتيان لبحث السلام، لعقد صفقة سياحية مع شركة رجل الأعمال المتلون عزمى الدمنهورى، واوضحت ساره ان اَهلها عانوا من التعذيب بمعسكرات النازي، ولذلك هي تسعى للسلام، ولكن حسام واجهها بما يفعله اليهود في فلسطين مثل فعل النازي تماماً.
فيضطر شكري لتسليم عوضين حقيبته، ولكن بعد ان انتزع بطاريات الريموت، فلما اكتشف عوضين الأمر، قتل شكري، واستطاع التوصل لبيتر محاولًا الأنتقام منه ولكن الحرس منعه، فأمسك بحسام مهددًا بقتله لو تدخل الأمن، ولكن اللواء محسن استطاع قتل عوضين، وفقد حسام من الخضة قدرته التي اكتسبها بالعلاج، وانتهى حلم سميحه بالإنجاب ولكن بالعلم الأمريكي الحديث استطاع حسام وسميحه إنجاب اثنا عشر طفل بالتلقيح الصناعي.

## شخصيات الفيلم
- نور الشريف بدور عوضين الأسيوطي الإرهابي المطلوب.[3]
- محمود عبد العزيز بدور حسام الزوج العائد من الولايات بعد شفائه
- محمود حميدة بدور محسن أبو النجا ضابط أمن الدولة مسئول عن حماية الوفد الأمريكي
- ليلى علوي بدور سارة شرودر الأمريكية المسيحية
- سلاف فواخرجي بدور سميحة زوجة حسام
- أحمد مكي بدور زغلول سائق التاكسي
- جمال سليمان بدور شكري سائق التاكسي صديق حسام
- مصطفى هريدي بدور عصام مساعد حسام
- نيكول سابا بدور ثريا حبية شكري القديمة
- عزت أبو عوف بدور رجل الأعمال عزمي خال حسام
- غادة عبد الرازق بدور راشيل حبيبة عوضين التي قتلت
- درة بدور روز صديقة حبيبة عوضين
- جميل راتب بدور جنرال ديفيد
- سعيد صديق بدور ميشيل أخو ثريا
- عمرو أديب بدور ضيف شرف بشخصيته الحقيقية
- محمود الجندي بدور بدور سائق تاكسي بالعراق ضيف شرف
- علا غانم بدور راقصة أمريكية - ضيفة شرف
- روبي بدور راقصة الحفل
- هناء عبد الفتاح
- منى هلا
- أسامة منير

## فريق العمل
- إخراج: عادل أديب
- قصة: عبد الحي أديب
- سيناريو: عبد الحي أديب
- إنتاج: جود نيوز جروب
- مدير التصوير: هونج مانلي
- المنتج المنفد: دانيال شامبنيون
- الخدع والجرافيك: شركة دوبليرات من جنوب أفريقيا، وشركة ايكلير الفرنسية
- موسيقى تصويرية: ياسر عبد الرحمن، وتم التسجيل في ستديو أب روود في لندن
- المكياج: ديدية لافيرج

## الاستقبال

### الردود
لم يحقق الفيلم إيرادات عالية ووصفه بعض النقاد بالـ المخيب للأمل، فقد صاحب عرض العرض دعاية إعلانية ضخمة مما توقع النقاد أنه سيكون فيلم مميز، لكنه جاء دون المستوى، كما أن أداء محمود عبد العزيز وسلاف فواخرجي المبالغ فيه نال نقدا لاذعا وأيضا ظهور نور الشريف عاريا تماما في بعض المشاهد التعذيب في سجن أبو غريب استنكره البعض، وقال أحد النقاد انه كان من الأفضل الاستعانة بمطربة أخرى أفضل من روبي، وأشاد جميع النقاد بأداء الفنان أحمد مكي الذي ظهر لأول مره على الشاشة بدون بروكته المشهورة وشخصية «هيثم دبور» المشهور بها.

## وصلات خارجية
- مقالات تستعمل روابط فنية بلا صلة مع ويكي بيانات